# J'appuie sur la gâchette
Singles de Suprême NTM
Boogie Man
(mars 1992) Tout n'est pas si facile
(10 février 1995)
Pistes de 1993... J'appuie sur la gâchette
Police Sur 24 pistes
J'appuie sur la gâchette... est un single du groupe Suprême NTM sorti en janvier 1993.

## Contenu
Le titre est mixé par l'Américain Kirk Yano, déjà au mixage sur le maxi Authentik Remix et le single Soul Soul Remix ainsi que par l'ingénieur du son Volodia. Le titre figure sur le second album du groupe, 1993... J'appuie sur la gâchette sorti le 15 mars 1993.
Lors de la sortie du single, celui-ci est critiqué pour une supposée apologie du suicide.

## Pochette
La pochette est réalisée par le graffeur Colt et le graphiste Éric Cornic avec l'utilisation d'une photo de Seb Janiak. Elle est créée à partir de montages de photos dont une prise initialement pour la couverture du huitième numéro du magazine hip-hop Get Busy. DJ S, absent pour la photo en reflet sur le pistolet, c’est le manager du groupe Sébastien Farran qui fait office de troisième personne, la tête baissée.

## Clip
Le clip de la chanson J'appuie sur la gâchette... est réalisé par Seb Janiak. Jugé comme une apologie du
suicide, le CSA interdit sa diffusion à la télévision avant minuit.

## Liste des titres
- J'appuie sur la gâchette...
- J'appuie sur la gâchette... (Instrumental)

Les mêmes deux titres sont à nouveau sur la face B pour le format cassette.